# Qibei
Qibei (kinesiska: 漆碑乡, 漆碑) är en socken i Kina. Den ligger i provinsen Sichuan, i den sydvästra delen av landet, omkring 410 kilometer öster om provinshuvudstaden Chengdu. Antalet invånare är 7 077. Befolkningen består av 3 430 kvinnor och 3 647 män. Barn under 15 år utgör 26,0 %, vuxna 15-64 år 61 %, och äldre över 65 år 11,0 %.
Genomsnittlig årsnederbörd är 1 674 millimeter. Den regnigaste månaden är september, med i genomsnitt 303 mm nederbörd, och den torraste är januari, med 11 mm nederbörd.